# Guillaume Causse
Guillaume Jacques Pascal Causse est un homme politique français né le 31 mars 1747 à Narbonne (Aude) et mort le 14 mars 1816 au même lieu.

## Biographie
Négociant à Narbonne, il est administrateur du département, et député de l'Aude de 1791 à 1792.

## Sources
- « Guillaume Causse », dans Adolphe Robert et Gaston Cougny, Dictionnaire des parlementaires français, Edgar Bourloton, 1889-1891 [détail de l’édition]